# Goto
GOTO je naredba koju se može naći u mnogim programskim jezicima. Naredba je složenica od engleskih riječi go i to, a na hrvatski bi se moglo prevesti kao idi + na. Naredba GOTO kao kontrolna struktura izvodi jednosmjeran skok na određenu liniju koda (bezuvjetni skok). Lokacija na koju se skače se najčešće identificira s labelom, a neki programski jezici koriste i brojeve linija.